# Audressein
 Audressein  es una población y comuna francesa, en la región de Mediodía-Pirineos, departamento de Ariège, en el distrito de Saint-Girons y cantón de Castillon-en-Couserans.
Forma parte de la Via Piemonte pirenaico, una rama del Camino de Santiago con origen en Colliure que recorre la vertiente norte de los Pirineos.

## Demografía
| 160 | 150 | 132 | 123 | 121 | 107 |
| Para los censos de 1962 a 1999 la población legal corresponde a la población sin duplicidades (Fuente: INSEE [Consultar]) |     |     |     |     |     |